# محكمة مقاطعة يالا
محكمة مقاطعة يالا هي محكمة ابتدائية في محافظة يالا في جنوب تايلاند. يقع في طريقساتينغ ، في منطقة موينغ يالا. لها ولاية قضائية على جميع مقاطعة يالا باستثناء منطقة بيتونغ التي تخضع لمحكمة مقاطعة بيتونغ، وتستثني قضايا الأحداث والأسرة التي تخضع لمحكمة يالا للأحداث والأسرة.
تقع مقاطعة يالا في منطقة تمرد جنوب تايلاند، وغالبًا ما ترتبط القضايا المعروضة على المحكمة بالتمرد.
كانت هناك ادعاءات بأنه قد يكون هناك تدخل سياسي في إقامة العدل في المحكمة. في أكتوبر 2019 أطلق كاناكورن بيانشانا أحد كبار القضاة هناك النار على نفسه بعد أن ادعى أنه تعرض لضغوط لتغيير حكم في قضية كبرى من غير مذنب إلى مذنب على الرغم من عدم وجود أدلة للإدانة. دعا حزب بويا تاي إلى إجراء تحقيق حكومي لتحديد ما إذا كانت هناك مخالفات في المحكمة. وأدى الحادث إلى بيان رسمي من محكمة العدل التايلاندية يفيد بأن كبار القضاة مخولين لمراجعة قرارات المزيد من صغار القضاة دون تغييرها.